# 艾美酒店
艾美酒店，又稱為美麗殿酒店，是一家跨國的酒店品牌，原總部設於英國，现时屬於万豪國際集團。
艾美酒店在全球50多個國家中有超過120個分店，主要設於歐洲、非洲、中亞、亞太地區和美國等地的熱門旅遊景點附近，例如柬埔寨吳哥窟的艾美酒店是离景区最近的酒店。

## 歷史
1972年，法國航空建立艾美酒店，以「提供客戶賓至如歸的感受」為目標。第一家艾美酒店（Le Méridien Etoile）於巴黎開幕，共有1000個房間，2年內，共有10個分店紛紛於歐洲和非洲開幕。美麗殿酒店營運的前六年，開幕的酒店數目提高到21家，除了歐洲和非洲外，據點也拓展到中美洲、加拿大、南美洲、中亞等地。到了1991年中，艾美酒店的總數提升到58家。
1994年底，艾美酒店被英國的福特集團（Forte Group）買下，1996年又被Granada Group plc收購，而福特集團的母公司格拉納達集團（Granada Group plc）和康柏司集團（Compass Group plc）於2000年夏天合併，又在2001年2月分家，福特集團原有的三家酒店品牌，最後全歸Compass Group plc所有。
2001年5月，野村財閥宣佈以19億英磅買下，並於2001年2月將艾美酒店與Principal酒店合併。
2003年12月，雷曼兄弟控股公司收購了艾美酒店。
2005年11月24日，艾美酒店和相關企業被喜達屋酒店及度假酒店國際集團併購。

## 得獎記錄
- 2007年世界旅遊獎最佳飯店和最佳Spa休閒設施[3]

## 分店
- 數碼港艾美酒店
- 吳哥艾美酒店
- 台北寒舍艾美酒店
- 台中李方艾美酒店
- 花蓮潔西艾美酒店
- 西貢艾美酒店

## 相關網站
- 艾美酒店 （页面存档备份，存于）